# Sonos
Sonos là công ty chuyên về điện tử tiêu dùng Mỹ được sáng lập vào năm 2002 bởi John MacFarlane, Craig Shelburne, Tom Cullen và Trung Mai, tại Santa Barbara, California. Sonos được biết đến rộng rãi nhờ sản phẩm loa thông minh được sản xuất và phát triển bởi công ty.
MacFarlane đã giới thiệu về một nguyên mẫu tại Chương trình điện tử tiêu dùng năm 2004, sau đó công ty ra mắt nó dưới dạng nhóm mạch điện tử vào năm 2005 với tên gọi "Hệ thống nhạc số". Công ty đã cải tiến nguyên mẫu và các sản phẩm đồ hoạ, thêm vào mạng lưới bản nguyên mẫu của AES cho phép loa có thể phát nhạc cùng lúc trong nhiều buồng. Giữa năm 2011 và 2014, công ty phát hành số lượng lớn loa ra thị trường và tích hợp thêm nhiều dịch vụ khác. Công ty đã làm việc với Bruce Mau Design nhằm thay đổi hình ảnh công ty gây nên hiệu ứng tích cực năm 2015. Công ty đồng thời hợp tác với các công ty khác nhằm xây dựng thêm các loại dịch vụ mới, bao gồm iHeartRadio, Spotify, MOG, QQ Music, và Amazon Music.
Công ty cũng đã hợp tác với Amazon cho phép Alexa có thể điều khiển loa Sonos, dự định đến cuối cùng có thể làm việc với mọi giọng nói của các phụ tá trên thị trường.
Công ty đã mở cửa phòng thu riêng tại địa phương, bảo tàng mĩ thuật, Sonos Studio mở cửa vào tháng 5 năm 2011 trở thành cửa hàng chính thức của Sonos tại SoHo vào tháng 7 năm 2016.

## Lịch sử
Sonos được sáng lập vào năm 2002 bởi John MacFarlane, Craig Shelburne, Tom Cullen và Trung Mai, với ý tưởng của MacFarlane muốn tạo ra một dịch vụ không dây. Năm 2004, MacFarlane trình làng nguyên bản sớm ra mắt của công ty, dưới dạng nhóm mạch được gọi là "hệ thống nhạc số" của loa thông minh, đến CES và thiết bị điều khiển tại buổi họp báo Wall Street Journal cuối năm đó. Nhóm mạch đã giành được giải "Best of audio" tại Thiết kế đổi mới CES và giải lập trình vào tháng 11 sau đó đã được phát hành vào tháng 2 năm 2005. Vào tháng 3, công ty đã giới thiệu bộ khuếch đại ZP100 (sau này được thay thế bởi ZP120 và đổi mới thành CONNECT:AMP) như một phần mới của nhóm mạch Hệ thống nhạc số. Đồng thời mở bán nhóm mạch tại Vương quốc Anh vào cuối tháng 5. Sau đó nó đã được thay thế bởi ZP80 (sau này được đổi thành ZP90, đổi mới thành CONNECT) với đầu vào analog hoặc kĩ thuật số và đầu ra liên kết với đường truyền kết nối hệ thống Sonos với bộ khuếch đại truyền thống của người dùng. Năm 2009, bộ loa thông minh khuếch đại ZonePlayer S5 (sau đó cải tiến thành PLAY:5) đã được phát hành.
Tháng 2 năm 2011, Sirius XM đã được thêm vào danh mục bài hát của Sonos. Tháng 7, công ty thông báo về PLAY:3, bộ khếch đại thông minh thứ hai nhỏ hơn bộ trước trong dàn Play về các bộ loa thông minh đồng thời thêm Spotify vào doanh mục của nó. Tháng 5, MOG cũng đã được thêm vào doanh mục của dịch vụ với thử nghiệm trong 14 ngày.
Tháng 8 năm 2012, khả năng tương thích với Amazon Cloud Player đã được tích hợp. Vào tháng 5, công ty đưa ra thông báo về loa siêu trầm không dây SUB và thêm QQ Music vào doanh mục của họ với sự kết hợp của Tencent. Cùng tháng, Sonos cũng thông báo về Sonos Studio, một phòng thu và bảo tàng mĩ thuật nơi có các bức vẽ trưng bài các sản phẩm của Sonos miễn phí, và sự kiện đặc biệt với các họa sĩ như Beck, The Lonely Island, Solange cùng nhiều họa sĩ khác, đồng thời tung ra video cho thấy sự phát triển của nó vào tháng 7.
Tháng 2 năm 2013, Sonos thông báo ra mắt loa soundbar PLAYBAR. Tháng 10, Sonos thông báo về bộ loa thông minh gọn nhẹ thứ ba PLAY:1. Tháng 12, công ty ước tính đã tăng 118 triệu đô trong số tiền vốn mạo hiểm, trong đó đã bao gồm 25 triệu đô xoay vòng vốn; các nhà đầu tư bao gồm Kohlberg Kravis Roberts, Redpoint Ventures và Elevation Partners.
Tháng 3 năm 2014, công ty thông báo làm mới tất cả ứng dụng Controller trên hệ thống của mình. Tháng 1 năm 2015, Sonos đã đổi mới nhờ sự trợ giúp của Bruce Mau Design, với một nhận diện mới và phát triển logo đã được sử dụng suốt 4 năm từ 2011 đến 2014. Sonos cũng thông báo về bản giới hạn của Blue Note PLAY:1 vào tháng 2, kết quả của sự kết hợp với Blue Note Records, và sẽ được bày bán vào tháng 3. Loa PLAY:5 mới ("thế hệ thứ 2") đã trình làng vào tháng 9. Tháng 10, đã chính thức thêm hỗ trợ Amazon Music sau khi hỗ trợ Cloud Player đã hoạt động suốt hơn 3 năm. Quá trình mở bán PLAY:5 cũng đã bắt đầu vào đầu tháng. Tháng 11, một bộ điều chỉnh có tên gọi Trueplay được đăng tải lên phần mềm. Trueplay điều chỉnh đầu ra của các đơn vị loa thông minh Sonos đến âm thanh của căn phòng mà chúng đang ở. Quá trình điều chỉnh ban đầu đòi hỏi phải sử dụng điện thoại thông minh hoặc máy tính bảng Apple thích hợp.
Apple Music bắt đầu khả dụng cho streaming vào tháng 2 năm 2016, đồng thời Sonos cũng đưa ra một cuộc nghiên cứu với tiêu đề Music Makes it Home Study. Vào tháng ba, CEO John MacFarlane bước tiến mới của công ty với trọng tâm là dịch vụ nghe nhạc trực tuyến và điều khiển bằng giọng nói thay vì chỉ phát lại cục bộ, đồng thời sa thải vài nhân viên. Vào tháng 7, công ty mở cửa hàng Sonos Store đầu tiên tại SoHo. Tháng 9, công ty cũng thông báo các sản phẩm đã khả dụng trên Apple Store.
Tháng 1 năm 2017, McFarlane thông qua blog của công ty tuyên bố rằng ông sẽ không còn tiếp giữ chức vụ CEO, và thay thế chiếc ghế của ông sẽ là COO hiện tại Patrick Spence.
Tháng 12 năm 2017, IKEA và Sonos tuyên bố mối quan hệ hợp tác trong việc xây dựng công nghệ Sonos vào việc kinh doanh đồ nội thất của IKEA. Sản phẩm thành quả đầu tiên của sự kết hợp này sẽ được công bố vào 2019.

## Các sản phẩm
Hiện tại, công ty cung cấp cho thị trường bảy loại loa nguồn: bốn loại loa thông minh: (ONE, PLAY:1, PLAY:3 và PLAY:5), một soundbar (PLAYBAR), một soundbase (PLAYBASE), và một loa siêu trầm (SUB). Đồng thời công ty cũng cung cấp CONNECT:AMP để điều khiển các cặp lo không được cấp nguồn và CONNECT để liên kết hệ thống Sonos với các thiết bị âm thanh thông thường như bộ khuếch đại và đầu đĩa CD.
Các thiết bị Sonos trong một hộ gia đình có thể được kết nối với nhau không dây hoặc thông qua mạng Ethernet có dây hoặc bằng cả hai đường. Hệ thống Sonos tạo ra một AES độc quyền - được mã hóa theo kiểu mesh network peer-to-peer, được gọi là SonosNet. Điều này cho phép mỗi đơn vị có thể phát từ bất kỳ đầu vào nào đã được chọn và nếu bạn muốn chia sẻ nó thành âm thanh đồng bộ với một hoặc nhiều khu vực được chọn khác, một ZonePlayer hoặc ZoneBridge phải được kết nối với mạng LAN và có quyền truy cập các nguồn âm thanh từ Internet khi sử dụng tính năng này hoặc khi tạo thiết lập 3.1/5.1 surround. SonosNet 2.0 tích hợp MIMO trên đĩa cứng 802.11n, cung cấp kết nối mạnh hơn cho người dùng. Sonos không khả dụng với công nghệ wake-on-wireless, thay vào đó, nó yêu cầu mọi người dùng hoặc cầu nối phải liên tục duy trì kết nối không dây, ngay cả khi ở chế độ chờ hoặc khi kết nối bằng cáp. Các thiết bị Sonos không có nút bật/tắt nguồn, và công ty đưa ra tuyên bố mỗi loa sẽ tiêu thụ khoảng 4-8W ở chế độ chờ.
Trước đây, Sonos cung cấp 2 bộ điều khiển cầm tay chuyên dụng. Các bộ điều khiển CR200 đã bị ngưng sản xuất và tiêu thụ từ năm 2012.. Dù vẫn còn vài bộ điều khiển CR200 vẫn có thể hoạt động được, tuy nhiên đã có các báo cáo được đưa ra về các lỗi cảm ứng không thể sửa chữa được của chúng.. Đồng thời, CR100 sẽ không còn được hỗ trợ từ tháng 4 năm 2018.

## Lịch sử logo

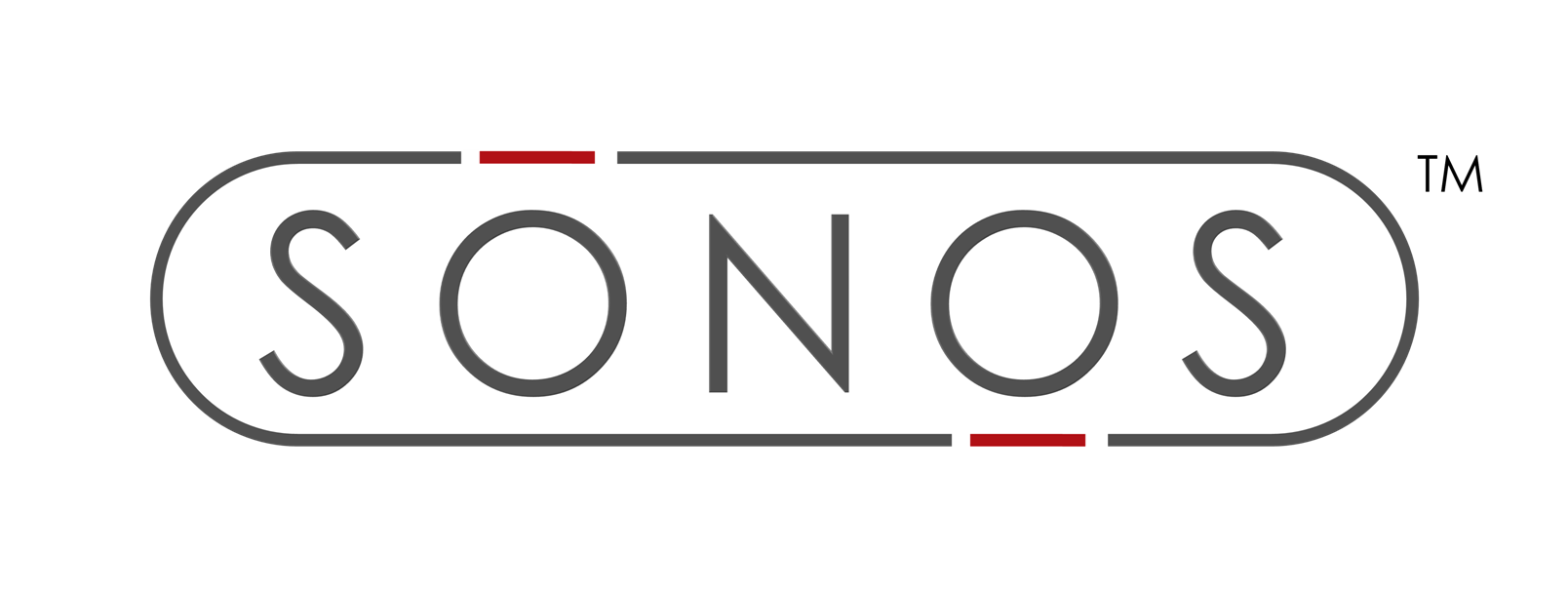
Logo nguyên mẫu của công ty, sử dụng từ năm 2002 đến năm 2011.
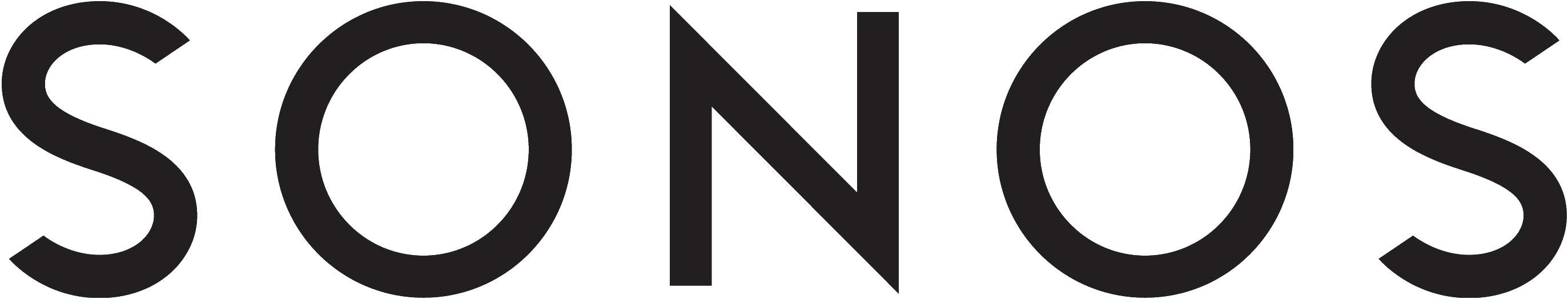
Logo thứ hai, được sử dụng cho đến năm 2015 là một phần của sự đổi mới bởi công ty Bruce Mau Design.
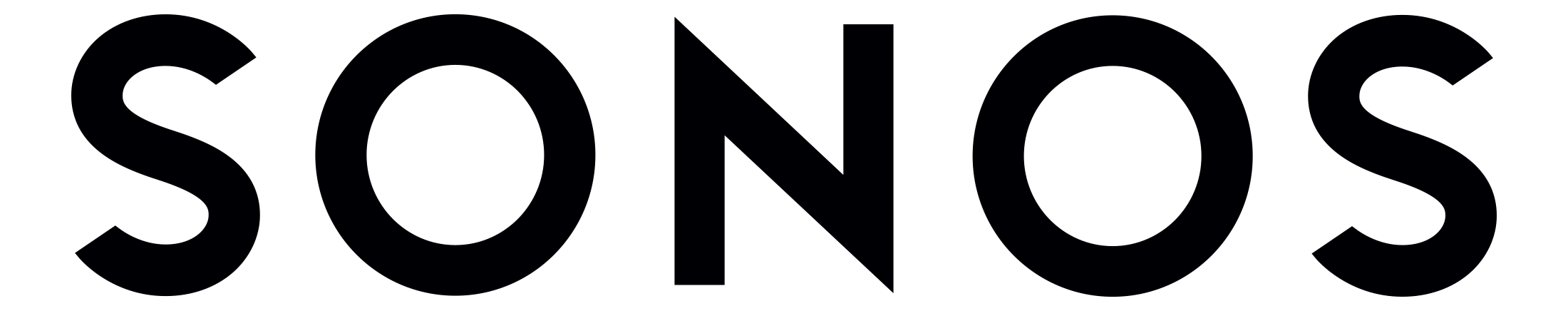
Biểu tượng hiện tại, đậm so với những logo trước, trong khi phông chữ vẫn giữ nguyên.

## Địa điểm

### Trụ sở chính
Trụ sở chính của Sonos tọa lạc tại Santa Barbara, California.

### Cửa hàng và đại lý
Hầu hết các sản phẩm của công ty được bán lại từ các nhà cung cấp như: Best Buy, Apple và Target. Tuy nhiên, các nhà bán lẻ trực tuyến như Amazon.com và Crutchfield, cũng đóng vai trò phân phối và bán lại các sản phẩm do công ty sản xuất. Theo thông cáo báo chí vào tháng 11 năm 2011, công ty đã có hơn 6.300 địa điểm bán lẻ giao dịch các sản phẩm của Sonos tại Bắc Mỹ.
Cửa hàng Sonos đầu tiên đã được mở tại thành phố New York vào ngày 12 tháng 7 năm 2016. Một cửa hàng nữa đã được mở tại Seven Dials, Luân Đôn vào tháng 11 năm 2017.

### Văn phòng
Hiện tại có 12 văn phòng do Sonos điều hành độc lập lần lượt tọa lạc tại Australia, Boston (Mỹ), Trung Quốc, Đan Mạch, Pháp, Đức, Hà Lan, Santa Barbara, California (Mỹ), Seattle (Mỹ), Thụy Điển và Vương quốc Anh.